# Proasellus patrizii
Proasellus patrizii is een pissebed uit de familie Asellidae. De wetenschappelijke naam van de soort is voor het eerst geldig gepubliceerd in 1952 door Arcangeli.